# Harxheim
Harxheim település Németországban, Rajna-vidék-Pfalz tartományban. Lakosainak száma 2339 fő (2023. december 31.). Harxheim Mommenheim és Lörzweiler községekkel határos.

## Népesség
A település népességének változása:
| Lakosok száma | 1495 | 2365 | 2387 | 2381 | 2358 | 2339 |
|               | 1975 | 2017 | 2019 | 2021 | 2022 | 2023 |